# クリス・ノヴォセリック
クリス・ノヴォセリック（Krist Novoselic、1965年5月16日 - ）は、クロアチア系アメリカ人のミュージシャン。元ニルヴァーナのベーシストとして知られる。
「クリス」のスペルについては、若い頃は英語の"Chris"で通していたが、1993年に家族のルーツがあるクロアチアを訪問したことを境にクロアチア語の"Krist"に改めた。

## 来歴

### 生い立ち (1965-1986)
1965年5月16日、アメリカ合衆国カリフォルニア州コンプトンで生まれる。1歳の頃に、同じ州のサンペドロに移った。その後、家族の都合で1979年にワシントン州アバディーンに引っ越すが、この土地に馴染めなかったクリスは1980年の一年間を親戚の住むクロアチア（当時はユーゴスラビアの一部）のザダルで過ごした。アメリカに戻り高校を卒業した後、弟の友人であったカート・コバーンと出会う。
クリスがセックス・ピストルズやラモーンズを好んで聴くことに感心したカートは、一緒にバンドを組むことを持ちかけたが、気乗りしなかったクリスはこの申し出を断った。しかし、カートから渡されたバンドのデモテープを聴き、彼の音楽的才能に感銘を受けたことで遂にバンド結成に同意した。これがニルヴァーナの始まりである。

### ニルヴァーナ (1987-1994)
結成当初はカートがドラムを叩き、クリスがギターとボーカルを担当していた。ほどなくして、ドラマーにアーロン・バークハードが加入したことで、カートがギターとヴォーカル、クリスがベースという形に落ち着いた。その後、ドラマーにチャド・チャニングを迎えて1989年に『ブリーチ』でデビュー。チャニングの脱退によりドラマーがデイヴ・グロール（現フー・ファイターズ）に代わった後、1991年に『ネヴァーマインド』を発表。このアルバムで一躍世界的成功を収めるが、人気の絶頂にあった1994年にカートが自殺したことにより、バンドは解散を余儀なくされた。

### ニルヴァーナ後 (1995-)
ニルヴァーナの解散後、1995年にクリスは新バンドスウィート75を結成。1997年にはアルバムを発表した。また、シアトルで行われた亜矢のアルバム『戦場の華』（2002年発表）のレコーディング・セッションにパール・ジャムのマット・キャメロン（Dr）、サウンドガーデンのキム・セイル(G)らと共に参加した。
その後、元ミート・パペッツのカート・カークウッドと元サブライムのバド・ゴウと共にアイズ・アドリフトを結成するが、2003年に解散。一時は音楽ビジネスからの引退を表明し、政治活動と本の執筆に力を入れていた。
2006年11月、ロサンゼルス出身のパンクバンド、フリッパーに加入。イギリスとアイルランドを回るツアーでベースをプレイした。アルバム制作にも参加する予定だったが、家庭の事情で2008年9月に脱退。

### フー・ファイターズとの活動
2002年1月にはアルバム『One By One』のスペシャルエディション版に収録されている、"Walking a Line"のバッキング・ボーカルを務めた。
2010年秋にはフー・ファイターズのアルバム『Wasting Light』のレコーディングにゲスト参加。また、これに先立って同年の暮れにはフー・ファイターズのライヴでもプレイし、16年ぶりに元バンドメイトのデイヴと共演した。

## 私生活
1989年に高校の同級生であったShelli Dilleyと結婚したが、1999年に離婚。2004年にはアーティストでベジタリアンのDarbury Stenderuと結婚した。

## 使用楽器

### ベース
- ギブソン RD Bass
- ギブソン・サンダーバード
- ギブソン Ripper Bass
- アイバニーズ Black Eagle Bass

### アンプ
- ampeg SVT-400Ｔ

### エフェクター
- ProCo RAT2
- BOSS DS-1

### その他
- アコーディオン メーカー不詳。MTVアンプラグドで使用。

## 著作
- 『Of Grunge and Government  Let's Fix This Broken Democracy』 Akashic Books 2004年1月1日。 ISBN 0971920656